# Pilosocereus splendidus
Pilosocereus splendidus är en kaktusväxtart som beskrevs av Friedrich Ritter. Pilosocereus splendidus ingår i släktet Pilosocereus och familjen kaktusväxter. Inga underarter finns listade i Catalogue of Life.